# Jules Jeanneney
Pour les articles homonymes, voir Jeanneney.
Jules Jeanneney, né le 6 juillet 1864 à Besançon et mort le 27 avril 1957 à Paris, est un homme d'État français.

## Situation personnelle

### Famille
Son grand-père est agriculteur, établi jusque vers 1840 à Fondremand, en Haute-Saône, avant de devenir gérant d’un hôtel à Besançon. Son père est commissaire-priseur dans cette ville. Sa mère est originaire d’Azerailles, en Lorraine.
Il épouse en 1909 Lucie Jozon, issue d'une famille de la bourgeoisie dont l'esprit républicain s'est forgé sous le Second Empire. Son beau-père, Marcel Jozon (1839-1918), polytechnicien, a été vice-président du Conseil général des Ponts et chaussées, et le frère aîné de ce dernier, Paul Jozon (1836-1881), avocat et député de Seine-et-Marne, était un proche de Gambetta.
Son fils unique, Jean-Marcel, naît une année plus tard, en 1910.

### Carrière d'avocat
Il effectue des études secondaires au lycée de Besançon, où il est marqué par l’enseignement du socialiste proudhonien Édouard Droz.
Étudiant en droit à Dijon, il poursuit ses études juridiques à la faculté de droit de Paris.
Il est docteur en droit en 1888. Sa thèse de droit romain porte sur le « pacte commissoire dans la vente » et sa thèse de droit français, sur le « crédit agricole mobilier ».
Inscrit au barreau, il est élu deuxième secrétaire de la Conférence du stage en 1889, derrière René Viviani, futur président du Conseil, et devant Théodore Lescouvé, futur premier président de la Cour de cassation. Dans le discours d'usage, il traite de « l'éloquence judiciaire dans les temps modernes,, ». Il est avocat à Paris pendant douze ans.

## Parcours politique

### Débuts

#### Au niveau local
Il se présente sans succès, dès 1892, à vingt-huit ans, aux élections cantonales à Rioz, en Haute-Saône, où son père a bâti sa résidence. Il adopte alors une position de radical intransigeant, contre la politique des opportunistes. L'impôt sur le revenu, réclamé dans le sillage de Gambetta par la gauche de la gauche, est son cheval de bataille.
Il est élu maire de Rioz en 1896, fonction qu'il occupera jusqu'en 1957.
Ardent dreyfusard, il est incité par Waldeck-Rousseau, chef du gouvernement, à se présenter aux législatives de 1902 en Haute-Saône dans la circonscription de Vesoul, au nom du Bloc des gauches, contre le sortant, le nationaliste Harold Fachard. Il l'emporte par 560 voix d'avance sur 22 277 votants. Jugeant ce mandat incompatible avec le barreau, il cesse de plaider, définitivement.

#### Député de la Haute-Saône
Élu conseiller général pour le canton de Jussey en 1904, il préside le conseil général de la Haute-Saône de 1905 à 1924.
Il est réélu député en 1906 : dans sa profession de foi, où il redit son souhait de voir créé un système d'assurances sociales et des retraites ouvrières et agricoles, il affirme « répudier hautement la criminelle folie de l'antipatriotisme, qui, mettant en péril l'existence même de la nation, favoriserait l'invincible réaction d'un chauvinisme ou d'un nationalisme nouveau ».
À la Chambre, il défend notamment le principe des chemins de fer d'intérêt local.
Il rédige un rapport reconnu sur la question controversée de la légitimité des syndicats de fonctionnaires – en particulier dans l'enseignement public –, où il appelle à ce que soient données aux fonctionnaires des garanties quant au recrutement, à la discipline et à l'avancement, seules susceptibles de justifier la perpétuation de règles moins libérales que dans le secteur privé, notamment en matière de droit de grève.

### Sénateur

#### Au Palais du Luxembourg
En 1909, il est élu sénateur par 608 voix sur 837 suffrages exprimés. Quand on s'étonne qu'il quitte le Palais-Bourbon, cœur de la vie politique, il réplique : « Je n'aime pas le beuglant ». Il reste trente-cinq ans au Palais du Luxembourg, où – sans s'être jamais inscrit au parti radical – il appartient au groupe la Gauche démocratique.
Il entre presque aussitôt à la Commission des Finances. Son combat le plus notable est conduit contre le principe de la représentation proportionnelle pour l'élection des députés. La Chambre en a adopté le principe. Son rapport, qu'il résume à la tribune, défend au contraire le principe de listes majoritaires. Clemenceau ayant soutenu avec vigueur cette position, le gouvernement Briand, mis en minorité sur ce sujet, démissionne : c'est l'un des rares cas, sous la IIIe République, où un cabinet ait été renversé au Sénat.

#### Action dans la Grande guerre
Au Sénat, il s’est beaucoup rapproché de Clemenceau et il le suit à la Commission de l’Armée, à laquelle les circonstances donnent la vedette et qui, sous la présidence du Tigre, déploie une intense activité. Il participe dans ce cadreau contrôle dans les domaines du service de santé militaire, de l’armement et des munitions, des effectifs et de la marche des opérations. En décembre 1916, il fait adopter un ordre du jour sur la presse, déplorant qu’à côté de la légitime censure militaire et diplomatique ait pris place une censure politique caractérisée, au mépris de la législation en vigueur.
Son intervention la plus retentissante, à la Commission du contrôle des effectifs, concerne la lutte contre les « embusqués ». Son rapport principal, suivi d'autres rapports,, est surnommé dans le public « le bottin de l’embusqué ». Il y dénonce en particulier la Maison de la presse établie rue François-Ier par Philippe Berthelot pour centraliser la propagande à l’étranger, notoire pour le nombre de jeunes officiers fort valides qui s’y rencontrent au titre de la « pensée française » et qui ont gagné leurs galons loin du front.

### Gouvernement Clemenceau
Lorsqu’il accède au pouvoir, en novembre 1917, Clemenceau lui propose d’entrer au gouvernement. Il n’accepte qu’un portefeuille qui le place à ses côtés. Il est nommé sous-secrétaire d’État à la présidence du Conseil. Il doit « sur toutes questions dont la solution exige un accord interministériel ou interallié », assurer « la coordination des mesures qu’exige la conduite de la guerre » et « centraliser toutes les affaires d’ordre administratif relatives à la satisfaction des besoins des armées ». Il est aussi responsable du Contrôle général de l’administration de la guerre, assure le secrétariat général du Comité de guerre, assiste au Conseil des ministres. Il s’installe rue Saint-Dominique, tout près du président du Conseil qu’il voit deux fois par jour.
Lors de la percée allemande par rupture du front de la 6e armée, le 27 mai 1918, il est chargé d’enquêter sur l’événement et fait approuver en Conseil des ministres un rapport qui dénonce la faiblesse des services de renseignement.
Après la Victoire, il est chargé par Clemenceau de prendre en main les nombreux problèmes – psychologiques, matériels, religieux, juridiques – posés par la rentrée de l’Alsace et de la Moselle dans l’unité française. Son beau-frère, le préfet Georges Maringer, est désigné comme haut-commissaire. Jules Jeanneney souhaite que l’on profite de l’euphorie de la Victoire pour y diminuer, autant que cela se pourra, les différences de législation avec la France d’avant 1918, et appliquer en particulier la loi de 1905 sur la Séparation des Églises et de l’État, aux dépens du Concordat en vigueur dans les provinces recouvrées. Attachées à leur particularisme, ces dernières rechignent. Jules Jeanneney est ensuite déchargé du dossier au bénéfice d’Alexandre Millerand, nommé haut-commissaire à la place de Maringer.
Clemenceau lui demande de suivre les affaires de la Rhénanie, où se manifeste des tendances autonomistes, et le charge d'aller à Mayence, entre mai et juin 1919, réprimander le général Mangin qui encourage de façon trop voyante le mouvement séparatiste du docteur Dorten.

### Retour au Sénat

#### Commission des Finances
Il est réélu sénateur en 1920 et en 1927, avec le soutien des socialistes. Il reprend son activité parlementaire, comme membre de la Commission des Finances. Il est rapporteur des projets de loi sur les voies ferrées et il s'oppose à la concession que les réseaux de chemin de fer veulent obtenir de l'État, estimant que le système aboutit à réserver aux premiers tous les bénéfices éventuels, et à abandonner à l'État la charge des déficits,.

#### Proximité pérenne avec Clemenceau
En méfiance envers la politique étrangère de Briand, il reste très proche de Clemenceau, qu’il reçoit chez lui, à Rioz, en juillet 1925 et qui le désigne comme l’un des rares amis autorisés à suivre son cercueil. De lui, Clemenceau dit au général Mordacq :  « Jeanneney est un des rares hommes politiques qui me soient restés fidèles et je n’en ai pas été étonné […]. C’est un beau caractère et un ami sûr. Aussi pendant la période tragique de 1917 à 1920, me suis-je toujours adressé à lui quand j’avais besoin de quelqu’un pour une mission délicate et qui exigeait toute confiance […]. On lui a fait payer son attachement au devoir et à ma personne et ce n’est pas fini […]. Il est vrai qu’il a l’âme si haute et de plus est pourvu d’une telle dose de philosophie que, quoi qu’ils fassent [les « défaitistes »] n’auront pas barre sur lui ».
Après la mort de Clemenceau, en novembre 1929, Jules Jeanneney préside la Fondation du musée Clemenceau, vouée à perpétuer dans l’état où il se trouvait au jour de son décès, au 8 rue Franklin, l’appartement que « le Tigre » avait occupé pendant trente-cinq ans et à entretenir une galerie riche en archives et objets de mémoire.

### Président du Sénat

#### Années 1930

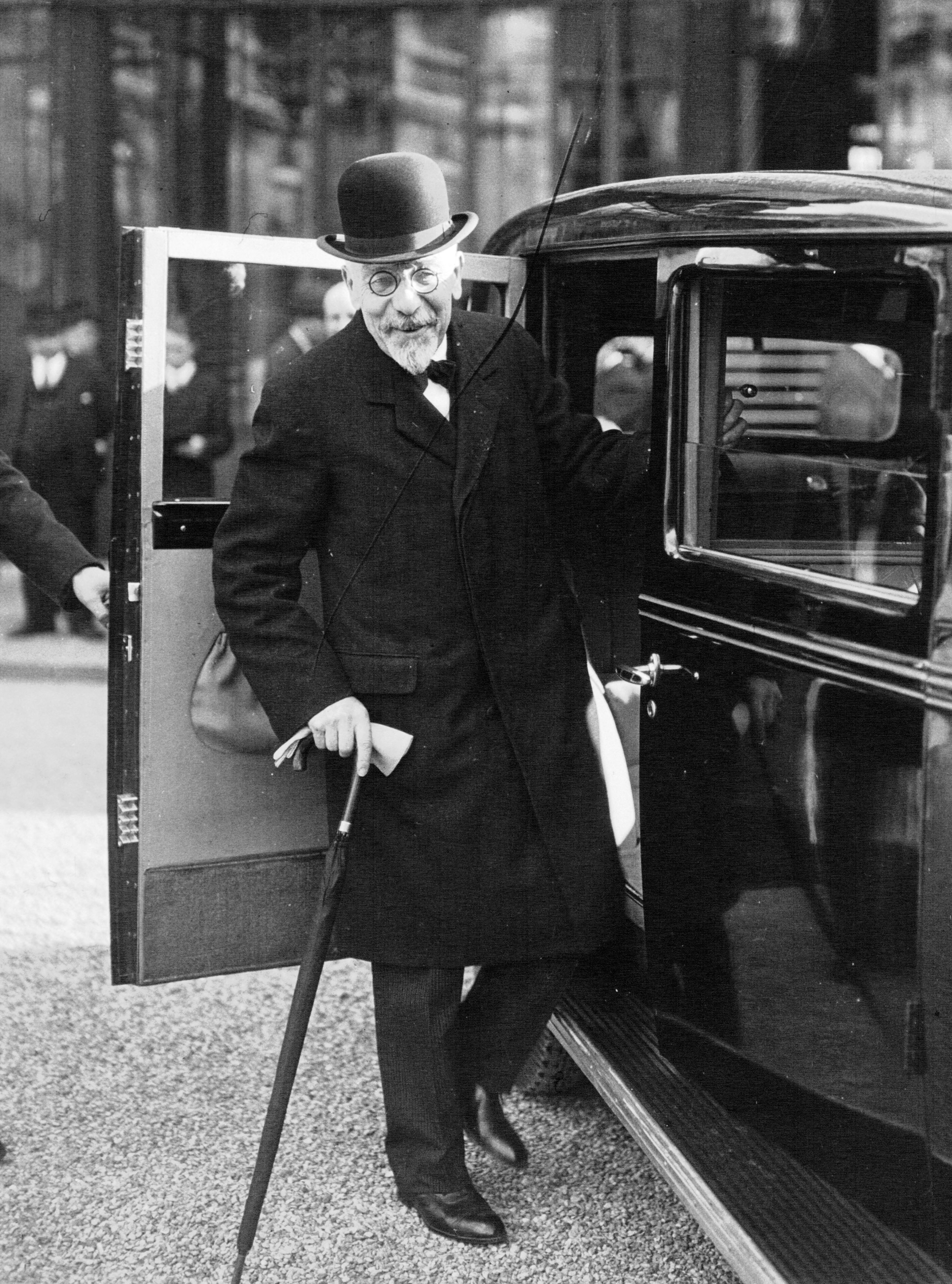
Jules Jeanneney en juin 1932.

En 1931, quand Paul Doumer est élu président de la République, laissant vacante la présidence du Sénat, Jules Jeanneney est désigné comme son candidat par la Gauche démocratique mais il est battu d’extrême justesse par Albert Lebrun (141 voix contre 143 au premier tour, 139 voix contre 147 au second tour). Il est élu, peu après, à la présidence de la Commission des Finances, dont il assurait l'intérim depuis plus d'un an – son titulaire, Étienne Clémentel, étant gravement malade.
Après l’assassinat de Paul Doumer, Albert Lebrun étant devenu chef de l’État, Jules Jeanneney est élu président du Sénat le 3 juin 1932, sans concurrence, à la quasi-unanimité. Il est ensuite réélu sans interruption, d’année en année, jusqu’à la guerre – un quatrième mandat de sénateur lui étant conféré, en Haute-Saône, en octobre 1935.
Il assure une magistrature d’influence, scandée chaque année par ses allocutions à l’ouverture des sessions.
Lors du Front populaire, il donne à Léon Blum sa sympathie et ses conseils, mais défend les prérogatives de la Haute Assemblée quand des voix s’élèvent, à gauche, pour dénier à celle-ci le droit de censurer un gouvernement. Du haut du « plateau », au président du Conseil qui vient de l’affirmer, il répond : « Je suis obligé de vous rappeler à une interprétation plus exacte de la loi constitutionnelle. Il appartient au Sénat, assemblée de la République, de se prononcer librement […]. Ensuite il vous appartiendra d’interpréter son vote et d’en tirer librement aussi les conséquences… ».
En septembre 1938, il se montre anti-munichois résolu et il déclare en janvier 1939, devant ses pairs : « L’alerte n’est pas close […]. La France n’a cessé de vouloir la paix : elle en a donné d’indiscutables preuves. Elle en suit encore le chemin rocailleux. Mais elle sait ce qu’il en coûte aux peuples qui pensent trouver leur intérêt dans les défaillances nationales ».

#### Drôle de guerre et débâcle
Durant la Drôle de guerre, il n’a guère d’affinités avec Daladier, président du Conseil, « montrant à courts intervalles des dispositions d’esprit opposées, concluant souvent dans le sens du dernier entendu, surtout s’il a parlé de l’intérêt ministériel. C’est de cela qu’est faite, pour une part, sa nature taciturne, à la fois craintive et brutale… ». Il soutient, en revanche, Paul Reynaud, qui succède à Daladier après la chute de celui-ci, renversé par la Chambre à la fin de mars 1940 : « Il a la culture, la connaissance des problèmes, le courage, de bonnes relations anglaises. On le trouve fat : effet de sa taille peut-être. Il est ambitieux ; il en a le droit ».
Lorsque le front est enfoncé, lors du Blitzkrieg, Jules Jeanneney accompagne le gouvernement en route vers Bordeaux. Au château de Chissay, il rencontre pour la première fois le général de Gaulle, que Reynaud vient de nommer sous-secrétaire d'État à la Défense nationale. Il en dit, à chaud : « Pâle et sobre de paroles, répliques brèves, sans ménagements, un passionné à froid qui, sans doute aussi se réserve devant des civils. Visiblement une nature forte ». De son côté, de Gaulle écrit dans ses Mémoires de guerre : « Promenant un maintien résolu au milieu de l’agitation, [Jules Jeanneney] évoquait l’exemple de Clemenceau dont il avait été, dans les grands moments de 1917 et 1918, le collaborateur direct et intime au gouvernement. ».
Quand, le 16 juin, le gouvernement Reynaud s’effondre, écartelé entre les « durs » et les « mous », Jules Jeanneney et Édouard Herriot recommandent à Albert Lebrun de rappeler Reynaud à la tête d’un cabinet décidé à ne pas demander l’armistice et à poursuivre la lutte à partir de l’Afrique du Nord en s’appuyant sur la puissance de la flotte encore intacte,,,,,. Mais Lebrun choisit d’appeler le maréchal Pétain.
Lorsque la décision paraît prise que les pouvoirs publics partent pour l’Afrique du Nord, Jules Jeanneney part en voiture vers le sud, le 20 juin, mais il est arrêté à Toulouse, un contrordre étant intervenu. Il se trouve au centre de la résistance contre l'armistice, signé le 22 juin.

#### Événements de juillet 1940
À Vichy, le 10 juillet 1940, il préside l’Assemblée nationale (réunissant Sénat et Chambre des députés) qui accorde au maréchal Pétain les pleins pouvoirs pour créer un nouveau régime.
La veille, lors de l'ultime séance du Sénat, le 9 juillet 1940, il prononce un hommage au maréchal Pétain: « […] J'atteste enfin à M. le maréchal Pétain, notre vénération et la pleine reconnaissance qui lui est due pour un don nouveau de sa personne. (Vifs applaudissements.) Il sait mes sentiments envers lui, qui sont de longue date. Nous savons la noblesse de son âme. Elle nous a valu des jours de gloire. Qu'elle ait carrière en ces jours de terrible épreuve et nous prémunisse, au besoin, contre toute discorde. Le sort de la France semble être de se régénérer dans le malheur. En aucun temps, son malheur ne fut plus grand. À la besogne ! pour forger à notre pays une âme nouvelle, pour y faire croître force créatrice et foi, la muscler fortement aussi, y rétablir enfin, avec l'autorité des valeurs morales, l'autorité tout court. Ce n'est point d'aujourd'hui seulement que je réclame, devant le Sénat, les droits de celle-ci. Il eût fallu épargner à nos enfants le lamentable héritage que nous allons leur laisser. Ils expieront nos fautes, comme ma génération expia, puis répara, celles d'un autre régime. J'ose dire qu'ils ne pourront avoir plus d'attachement que nous en avons donné, à la terre de France, à tes libertés, à son génie propre, comme au patrimoine d'honneur et de grandeur qui y est celui de son peuple tout entier. Qu'ils y mettent plus de vigilance que nous n'avons fait. Il y va de la France éternelle. (Vifs applaudissements répétés.) ».
Lors de la séance de l'Assemblée nationale du 10 juillet, comme le note l'abbé Desgranges, député du Morbihan, « Jeanneney fait tous ses efforts pour retarder le vote. Il est hostile au projet ».
Il fait respecter les règles formelles de la procédure, mais il ne peut empêcher la majorité, entraînée par Pierre Laval, de hâter l'adoption du texte constitutionnel en faisant voter la suppression de toute délibération.
Il a été reproché, après la guerre, à Jules Jeanneney de ne pas avoir donné la parole à Vincent Badie, député de l’Hérault, qui souhaitait défendre une motion favorable à ce que tous les pouvoirs soient accordés au maréchal Pétain tout en s’opposant au projet conçu par Laval et son entourage,. Badie n’a finalement pas déposé la motion au bureau de l’Assemblée nationale. Il s’est inscrit, parmi d’autres, dans la discussion générale, mais la suppression de la délibération, votée par les parlementaires, a empêché qu’il prononce son discours.
Jules Jeanneney propose à Édouard Herriot, président de la Chambre des députés, de voter contre le texte. Dans son Journal politique, il écrit : « Il serait normal qu’ayant présidé la séance je m’abstienne au vote final. Mais en raison de la gravité du cas j’étais disposé à voter, comme j’ai fait en quelques circonstances, et à voter bleu [contre le texte]. J’ai donc fait prier Herriot aussitôt après l’ouverture du scrutin, de venir me parler au fauteuil et lui ai dit mon sentiment, avec insistance. Je le sentis troublé : mais il expliqua que des amis de la région lyonnaise et lui avaient convenu de “s’abstenir volontairement” et qu’il jugeait encore préférable de s’en tenir là. Je m’en tins moi-même à ne pas prendre part au vote ».
Jules Jeanneney se rallie donc finalement à la position de Herriot et, conformément à la tradition parlementaire, il ne prend pas part au vote.

### Sous Vichy
Les bureaux des Chambres sont préservés jusqu’en août 1942,. Jules Jeanneney mène, avec Édouard Herriot, une forme de résistance légale : ensemble, selon Serge Berstein, ils tentent « d'affirmer face à Vichy la pérennité de l'esprit républicain ».
Dès la découverte des actes du 12 juillet, avec Herriot, il s'oppose fermement aux pleins pouvoirs accordés au gouvernement.
Relégué à Chatelguyon en 1941, Jules Jeanneney continue d'opposer aux agissements du régime de Vichy des protestations juridiques – vouées, pour la plupart, à l’impuissance. Il intervient ainsi, en avril 1941, auprès du maréchal Pétain pour prendre la défense de Georges Mandel, incarcéré de façon inique par le gouvernement de Vichy. Il proteste également, avec Édouard Herriot, lorsque les bureaux sont dissous peu avant l’invasion de la zone sud par les Allemands.
En 1942, il gagne Grenoble, où son fils, Jean-Marcel, enseigne l’économie politique à la Faculté de droit.
Après la rafle du Vélodrome d'Hiver, il rédige la lettre suivante, qu'il signe avec Herriot, adressée au Grand rabbin de France, largement diffusée dans la presse clandestine: « Nous avons, dès leur apparition, réprouvé les mesures, législatives et autres, qui sont prises en France, depuis deux ans bientôt, contre les Israélites. Nous avons suivi avec indignation le déroulement des iniquités et des spoliations ainsi commises. Devant les mesures qui viennent d’être infligées — en zone libre comme en zone occupée — aux Israélites proscrits de leur pays qui avaient trouvé asile dans le nôtre, devant la barbarie du traitement que subissent leurs enfants, c’est de l’horreur qu’on éprouve. Nous la ressentons toute. Nous vous prions de joindre le témoignage de notre profonde sympathie à ceux qu’une telle méconnaissance du droit humain et des traditions françaises n’a pu manquer de vous valoir ».
Apprenant par la Résistance, en juin 1944, que les Allemands s’apprêtent à l’arrêter, Jules Jeanneney se réfugie dans la clandestinité à Izeaux, au-dessus de Grenoble, où il découvre que l’occupant a brûlé sa maison de Rioz, en Haute-Saône, le 24 juillet, où il conservait la plupart de ses archives et sa mémoire familiale.

### Ministre d'État du Gouvernement provisoire
En juin 1942, depuis Londres, de Gaulle envoie un émissaire à Jules Jeanneney, Philippe Roques, alias Rondeau, ancien collaborateur de Georges Mandel, avec une lettre où il lui demande « pour lui seul » son avis sur les institutions souhaitables pour une France libérée. Il y répond par une note détaillée, « Vers un gouvernement provisoire, », où il propose les fondements d’un gouvernement provisoire voué à proposer à la nation de nouvelles institutions, excluant qu’il puisse se fonder sur l’assentiment des Chambres de 1940.
En janvier 1944, Jules Jeanneney fait savoir à des intermédiaires qu’il refuse tout contact avec Pétain, qui voudrait alors évoquer un retour du pouvoir constituant à l’Assemblée nationale de 1940.
Au lendemain de la libération de Paris, de Gaulle envoie son collaborateur René Brouillet chercher en avion Jules Jeanneney dans l'Isère pour l'amener à Paris. À l’issue d’un entretien tenu le 4 septembre 1944, il lui propose d’entrer dans le gouvernement provisoire comme ministre d’État, constatant, dans une lettre du 7 septembre, « qu’il existe entre eux un large accord sur les grandes lignes de la politique qui s’impose pour achever la victoire de la France côte à côte avec les Alliés, restaurer l’État républicain, organiser la consultation nationale dans le plus bref délai possible et faire valoir au-dehors les droits et intérêts du pays ». 
Jules Jeanneney occupe cette fonction jusqu'à la fin du gouvernement provisoire, en novembre 1945. Souvent consulté par le Général, il assure l'intérim de De Gaulle pendant les voyages de celui-ci aux États-Unis et en URSS.
Il s’attache spécialement à la préparation du référendum et de l'élection d’une Assemblée constituante dont les pouvoirs sont d’avance limités. Il s'occupe de différentes réformes administratives, et en particulier de la création de l'Ecole nationale d'administration et de la Fondation nationale des sciences politiques,.
Le 24 novembre, de Gaulle lui écrit pour le remercier « en [son] nom personnel du concours […] apporté pendant quatorze mois et, au nom de la France, pour l’effort de toute une vie consacrée au service du pays. Ajoutant : Votre présence […] dans le Gouvernement provisoire […] était le signe que la France continuait, que l’esprit de Clemenceau animait la nouvelle République ». 
Le 26 juillet 1945, il comparait comme témoin au procès de Philippe Pétain, où il est interrogé sur les circonstances de la prise du pouvoir par le Maréchal et sur la décision de demander l'armistice. Il affirme qu'il était opposé à toute demande d'armistice mais explique avoir été mis devant le fait accompli le 16 juin 1940 par ce qui s'assimilait à une reddition totale. Durant sa déposition il tente de se dédouaner d'avoir contribué à la prise de pouvoir du Maréchal alors qu'en qualité de président du Sénat, nonobstant son devoir de réserve, il eût pu peser davantage sur les votes des parlementaires accordant à Pétain les pleins pouvoirs au cours d'une séance expéditive sans débat mais où Laval promit de continuer à payer l'indemnité parlementaire. Il explique qu’il n'a pas alors jugé utile de démissionner de sa fonction.
Sa retraite dure plus de onze ans et se déroule entre Paris et la Haute-Saône. Il espère en vain le retour aux affaires de De Gaulle, qui lui rend visite chaque année à Paris. Le 1er janvier 1956, à la veille des élections législatives, il écrit à de Gaulle : « Depuis notre entretien du printemps, la dépravation des pratiques parlementaires s’est accrue encore. […] Je m’alarme de voir l’homme du 18 juin à l’écart d’une œuvre de redressement que la France ne peut plus attendre sans péril de mort ».

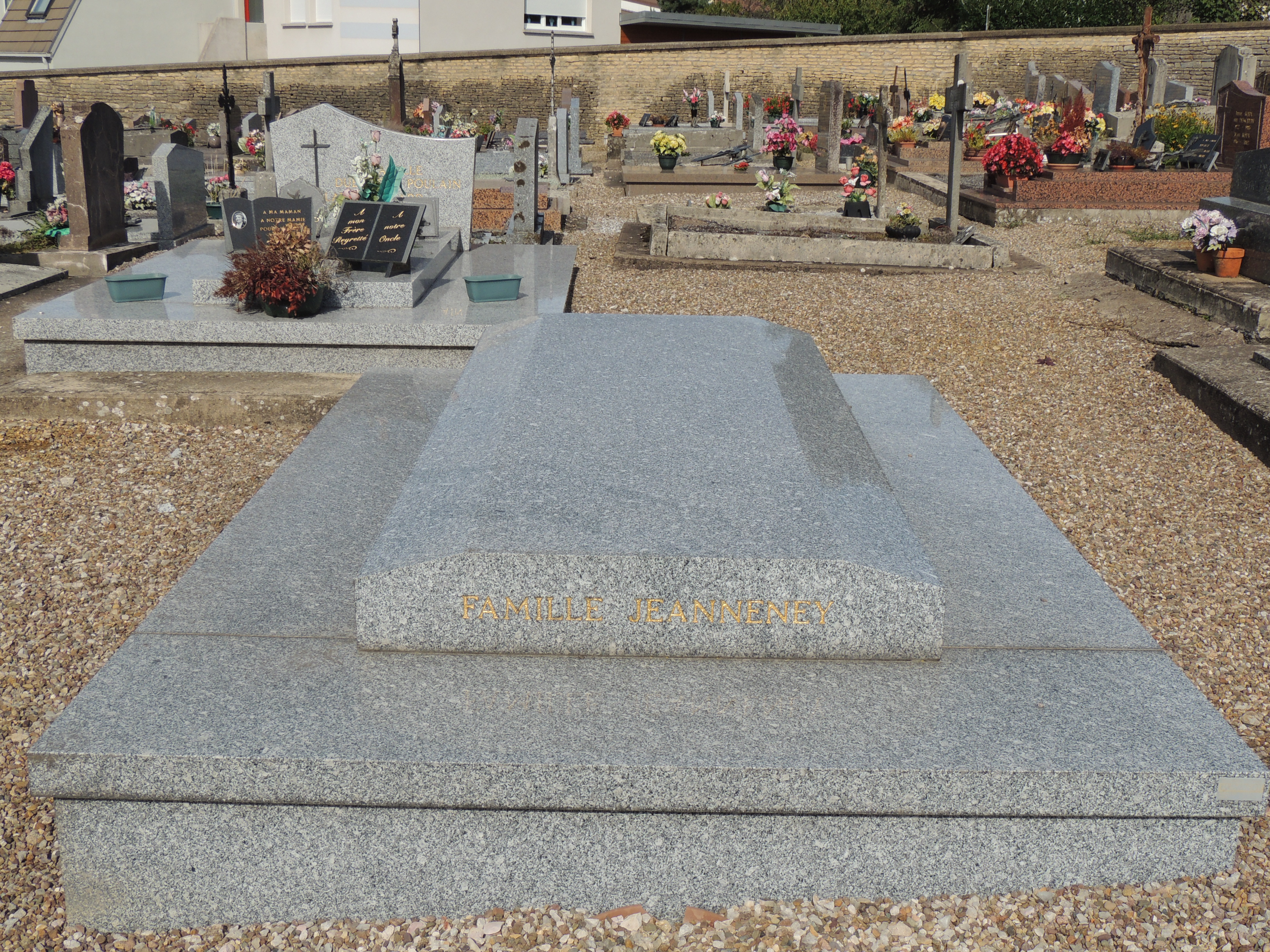
Sépulture de Jules Jeanneney à Rioz (70).

Sur sa tombe, située dans la commune de Rioz, sont lues ses dernières volontés par Jean Berthoin : « Je désire que mes obsèques gardent la simplicité qui a eu ma prédilection durant ma vie. Elles seront civiles. Dès mes vingt ans, et très délibérément, j’ai répudié tous les dogmes religieux. Au terme proche d’une longue vie, le problème de l’univers demeure pour moi l’inconnaissable. Je finirai agnostique, en grand respect de toute croyance sincère et en aversion immense pour l’intolérance, ». Joseph Paul-Boncour lui rend alors également hommage.
Son nom est donné au collège de Rioz.